# Термолиз
Термолиз или термическое разложение (от греч. ϑέρμη — «тепло» и λύσις — «распад») — процесс разложения химических соединений под воздействием температуры без применения катализаторов.
Термолиз (термораспад) происходит в результате расщепления одной или более ковалентных связей в молекуле химического соединения. В результате образуются свободные радикалы, ионы или молекулы других химических веществ.
Для любого вещества существует своя температура, при которой произойдет его термолитическое разложение. Наиболее высокая известная температура термолиза у оксида углерода — около 3870 °C.
Термолиз широко используется в химической промышленности. Одно из применений термолиза — получение металлов и оксидов металлов термическим разложением солей.
Важным видом термолиза является пиролиз — высокотемпературный термолиз органических веществ.

## Термолиз в нефтехимии
Термолиз в нефтепереработке и нефтехимии понимается как общий термин для процессов химических превращений нефтяного сырья, осуществляемых при высоких температурах и в отсутствии катализаторов; во время таких процессов происходят как реакции распада химических веществ, так и реакции синтеза.
При проведении промышленного термолиза основными параметрами, от которых зависит конечный состав и качество получаемых продуктов, являются давление, температура и продолжительность термолиза, а также качество исходного сырья.
Поскольку при термолизе нефтяного сырья протекает множество последовательных реакций и продукты термолиза представляют собой смесь сложного состава, ход каждой конкретной реакции как правило не исследуется, и учитывается только групповой (средний) состав сырья и конечных продуктов термолиза; точный расчет состава продуктов термолиза природных топлив и его зависимости от температуры и времени очень сложен. При создании промышленных установок термолиза топлива одним из основных вопросов является вопрос зависимости от времени доли сырья, подвернувшегося термолизу при заданном температурном режиме..
К термолитическим или термическим процессам относят:
- пиролиз (высокотемпературный термолиз органических веществ)
- термический крекинг — высокотемпературный термолиз углеводородов с целью получения продуктов с меньшей молекулярной массой.
- коксование — длительный термолиз при невысоком давлении и температурах 470—540 °С; исходными продуктами являются тяжелые остатки или ароматизированные высококипящие дистилляты
- пекование
- битуминизация